# Милтон (Луизијана)
Милтон (енгл. Milton) насељено је место без административног статуса у америчкој савезној држави Луизијана.

## Демографија
По попису из 2010. године број становника је 3.030.
| Група             | 2000.    | 2010.         |
| Белци             | 0 (0,0%) | 2.812 (92,8%) |
| Афроамериканци    | 0 (0,0%) | 80 (2,6%)     |
| Азијати           | 0 (0,0%) | 13 (0,4%)     |
| Хиспаноамериканци | 0 (0,0%) | 89 (2,9%)     |
| Укупно            | 0        | 3.030         |